# Laho Aman
Laho Aman ist ein osttimoresischer Ort im Suco Tapo/Memo (Verwaltungsamt Maliana, Gemeinde Bobonaro). Er befindet sich im Nordosten der Aldeia Lepuguen, auf einer Meereshöhe von 195 m. Die kleine Siedlung liegt südlich eines Vorortes der Gemeindehauptstadt Maliana.